# Porrhomma macrochelis
Porrhomma macrochelis is een spinnensoort in de taxonomische indeling van de hangmatspinnen (Linyphiidae).
Het dier behoort tot het geslacht Porrhomma. De wetenschappelijke naam van de soort werd voor het eerst geldig gepubliceerd in 1917 door James Henry Emerton.